# IV. Ottó német-római császár
IV. Ottó vagy Braunschweigi Ottó (németül: Otto IV. von Braunschweig), (1182. – 1218. május 19.) a két rivális király egyikeként uralkodott a Német-római Birodalomban 1198-tól, egyedüli királyként 1208-tól és császár 1209-től. A Welf-ház egyetlen uralkodóját 1215-ben mozdították el a trónról.

## Élete

### Ifjúkora
Ottó a normandiai Argentonban született 1182-ben Oroszlán Henrik és Plantagenet Matilda fiaként.
Angliában nőtt fel, nagyapja, II. Henrik, keze alatt. Ottó jó barátja lett nagybátyjának, Richárdnak, aki York earljének nevezte ki és házasságán keresztül Skócia királyává. Mindkét címet elvesztette, így 1196-ban Poitou grófja lett. Részt vett a Franciaország elleni háborúban Richárd oldalán.

### Trónralépte
VI. Henrik császár halála után néhány német herceg megválasztotta az elhunyt császár öccsét, Sváb Fülöpöt német királlyá 1198 márciusában. Ellenfeleik előbb Zahringeni Bertold herceghez, visszalépését követően III. Bernárd szász herceghez fordultak – sikertelenül. Ezután a néhai Oroszlán Henrik legidősebb fiát keresték fel, aki azonban még a Szentföldön tartózkodott VI. Henrik embereivel. Végül is nagybátyja, Oroszlánszívű Richárd tanácsára – és pénzügyi támogatásával – öccsét, Ottót választották meg 1198. július 9-én Kölnben. Ottó hamarosan megszerezte a hatalmat Aachen, a koronázó város felett és megkoronáztatta magát Adolf kölni bíborossal 1198. július 12-én. A koronázás nem az igazi koronázási ékszerekkel ment végbe, mivel azok a Stauf-ház (Hohenstaufok) kezében voltak.

### Polgárháború
A háború kitöréséig nem sokat kellett várni. A Mosel folyó menti összecsapás eredmény nélkül zárult, ám a cseh csapatok támogatásával Fülöp 1199-re fölénybe került. (Ottó megválasztása háborút robbantott ki Anglia és Franciaország között is, mivel Fülöp, szövetségben állt a franciákkal, Ottó pedig az angolokkal.)
Az ekkor meginduló tárgyalások nem vezettek eredményre, de Ottó számára kedvező fordulatot hozott, hogy 1201-ben – a máskülönben Fülöp unokaöccsének, a későbbi II. Frigyesnek a gyámja – III. Ince pápa őt ismerte el, ami jelentősen megnövelte hívei számát. Elismeréséért cserébe a neussi szerződésben lemondott a pápa által addig visszafoglalt területeken (Ancona, Spoleto, a mathildi birtokok) gyakorolt birodalmi jogokról.
Fennhéjázó magatartása miatt azonban hívei sorban elfordultak tőle. Így tett 1204-ben saját testvére, a rajnai palotagróf, Henrik, valamint az őt megválasztó kölni érsek is. Az alsó-rajnai fejedelmek Fülöp mellé állását, valamint az 1206-ban Wassenbergnél elszenvedett vereségét követően tárgyalásokba kezdett ellenfelével, de nem fogadta el annak ajánlatait. A fordulópontot csak Fülöp meggyilkolása hozta.

### Egyeduralkodóként

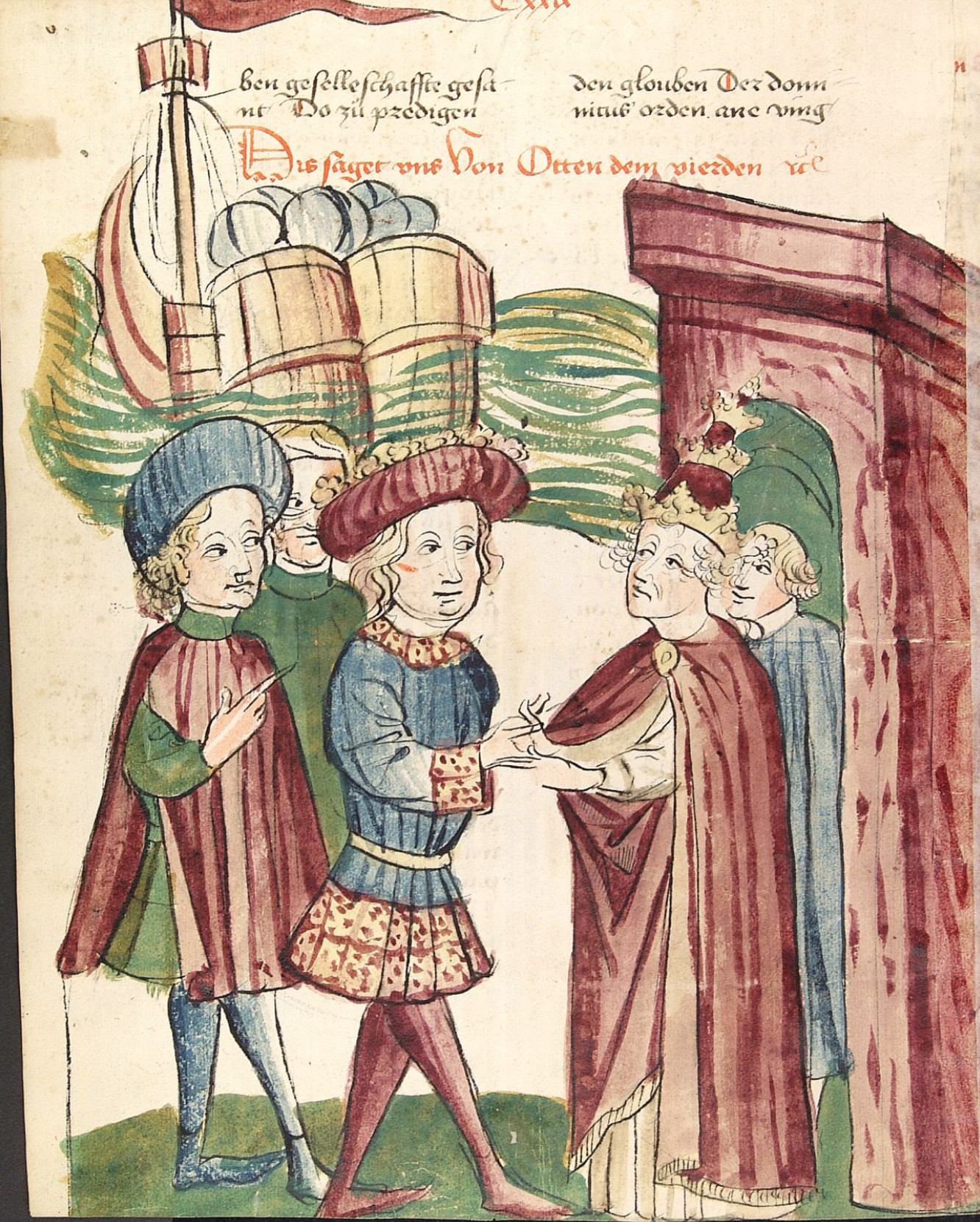
IV. Ottó és III. Ince pápa kézfogása.

Ezt követően Ottó – a megbékélés formájaként – eljegyezte Fülöp leányát, Beatrixot. (Így egykori ellenfelének birtokai is kezébe kerültek.) Az 1208. november 11-ei frankfurti választáson már elnyerte minden herceg támogatását.
Miután Speyerben megújította a neussi szerződést és lényegében lemondott a wormsi konkordátumról, Ottó 1209-ben Itáliába indult. Rómában Ince pápa 1209. október 4-én császárrá koronázta, de egyben ez volt az utolsó baráti cselekedet köztük. Ottó ugyanis a koronázást követően szembefordult a pápával, újra birodalmi kormányzás alá vette az általa korábban átengedett területeket, sőt Incének tett egyéb ígéretei ellenére megtámadta Apuliát, Ince gyámfia, II. Frigyes birtokát.
Ezzel megtörtént a szakadás: Ince 1210 novemberében átokkal sújtotta a császárt. Ottó ennek ellenére már a Szicíliába való átkelésre készülődött, ám a Németországból érkező hírek visszatérésre kényszerítették. Közben ugyanis a nürnbergi fejedelmi gyűlés megfosztotta trónjától, és követeket küldött az ifjú II. Frigyeshez, aki 1212 tavaszán útra kelt a birodalom felé. Itt Ottó fivére, Henrik palotagróf már meg is kezdte a harcot a Hohenstauf hívek ellen.

### Újabb polgárháború
Újra kezdődtek a belháború viszontagságos évei. A hazasiető császár a Frigyeshez pártoló cseh királyt trónfosztottnak nyilvánította, majd a magdeburgi érsekkel és I. Hermann türingiai tartománygróffal vette fel a küzdelmet. Hogy a Hohenstauf híveket megnyerje, most került sor a Fülöp leányával tartandó esküvőre. Ez a számítása azonban nem vált be – felesége egy hónapon belül meg is halt.
Miután Frigyes átkelt az Alpokon, Ottó Breisach mellett szándékozott feltartóztatni, ám az ellene felkelő polgárok kiverték a városból. Híveinek tábora ezután egyre szűkült. A brabanti herceg leányával 1214-ben megkötött második házassága már csak egy kétségbeesett lépés volt új támogató megnyerésére. Végül kénytelen volt nagybátyjához, Földnélküli János angol királyhoz fordulni segítségért, aki ekkor a Hohenstaufokkal szövetséges Franciaországban harcolt. Ottó Flandriába vonult seregével, ám az egyesített angol–Welf haderő Bouvines mellett vereséget szenvedett II. Fülöp Ágost francia királytól 1214. július 27-én.

### Ottó halála
Az ütközet eldöntötte Ottó császárságának sorsát. A minden hatalmától megfosztott Ottó előbb Kölnbe, majd braunschweigi családi birtokaira húzódott vissza. Hátralévő éveit már itt töltötte el, de a császári címről soha nem mondott le. 1218. május 19-én, Harzburg várában bekövetkezett halálát, a középkorral foglalkozó történész, Ernst Kantorowicz (1895–1963) így írja le: „eltávolítva, trónjáról letéve elvergődött az apát földjére, hogy meggyónja bűneit, mialatt a vonakodó pap véresre korbácsolta, amíg meg nem halt. Ez volt a végzete az első és utolsó Welf császárnak.” A braunschweigi katedrálisba temették.

## Házasságai
- Ottó először 1212. július 23-án[7] Hohenstaufen Beatrixszal[7] (1198 – 1212. augusztus 11.), Fülöp német király és Irene Agelina leányával kötött házasságot, gyermekük nem született.
- 1214. május 19-én,[7] Maastrichtban[7] I. Henrik brabanti herceg és Bologne-i Maud leányát, Brabanti Máriát[7] (1190 k. – 1260 májusa/júniusa) vette el; gyermeke tőle sem lett.

## Felmenői
| IV. Ottó, német-római császár | Apja: Oroszlán Henrik      | Apai nagyapja: X. Henrik bajor herceg               | Apai dédapja: IX. Henrik bajor herceg         |
| IV. Ottó, német-római császár | Apja: Oroszlán Henrik      | Apai nagyapja: X. Henrik bajor herceg               | Apai dédanyja: Szász Wulfhild                 |
| IV. Ottó, német-római császár | Apja: Oroszlán Henrik      | Apai nagyanyja: Süpplingenburgi Gertrúd             | Apai dédapja: III. Lothár német-római császár |
| IV. Ottó, német-római császár | Apja: Oroszlán Henrik      | Apai nagyanyja: Süpplingenburgi Gertrúd             | Apai dédanyja: Northeimi Richenza             |
| IV. Ottó, német-római császár | Anyja: Plantagenet Matilda | Anyai nagyapja: II. Henrik angol király             | Anyai dédapja: V. Gottfried Anjou grófja      |
| IV. Ottó, német-római császár | Anyja: Plantagenet Matilda | Anyai nagyapja: II. Henrik angol király             | Anyai nagyanyja: Matilda császárnő            |
| IV. Ottó, német-római császár | Anyja: Plantagenet Matilda | Anyai nagyanyja: Aquitániai Eleonóra angol királyné | Anyai dédapja: X. Vilmos aquitániai herceg    |
| IV. Ottó, német-római császár | Anyja: Plantagenet Matilda | Anyai nagyanyja: Aquitániai Eleonóra angol királyné | Anyai dédanyja: Châtelleraulti Aenor          |